# St. James Square

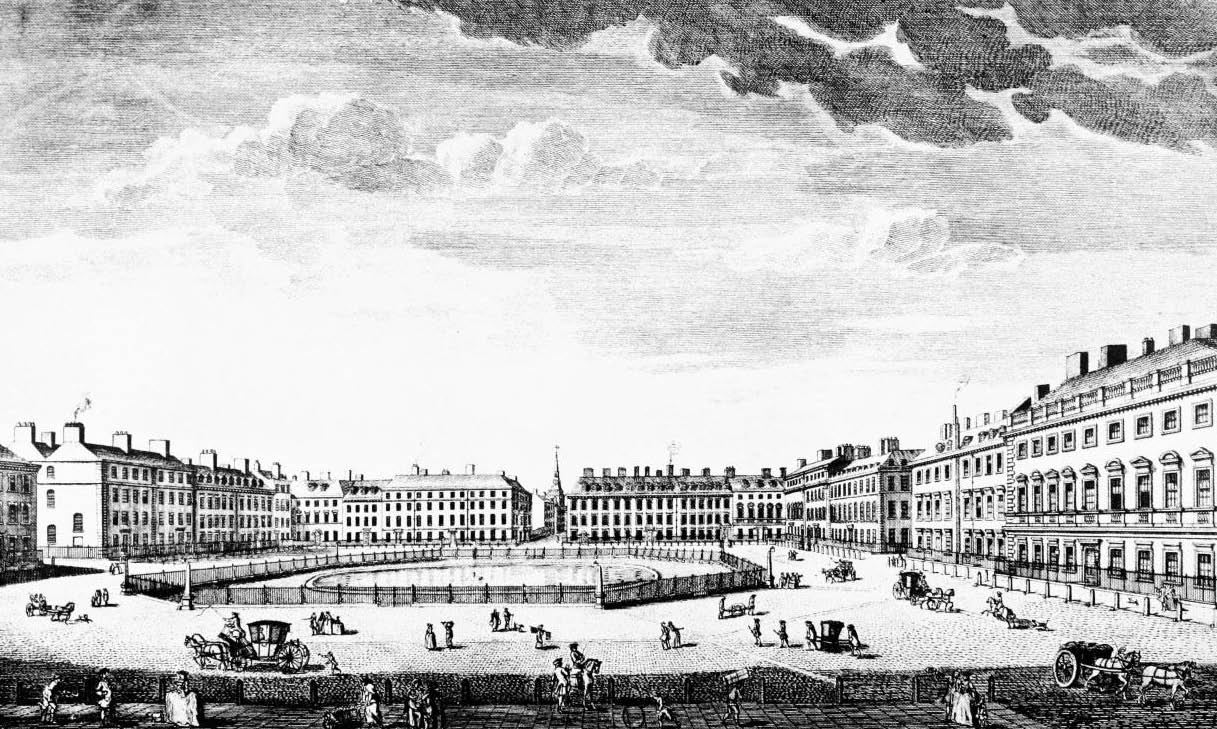
Imagen de la Plaza en 1752.

St. James Square (Plaza de San Jacobo) es la única plaza existente en el distrito de St James's del municipio de la Ciudad de Westminster, en Londres. La arquitectura de la plaza es georgiana y neo-georgiana, y tiene un jardín privado en el centro. Durante los doscientos primero años de existencia fue una de las direcciones más de moda de Londres, y actualmente es la sede de muchas compañías de negocios, como BP y Grupo Río Tinto, y de varios clubes, como el club de las Indias Orientales, y la Biblioteca de Londres.
En el jardín hay una estatua ecuestre de Guillermo III, erigida en 1808.
La casa más cara del mundo se encuentra en el número 8 de la plaza y costó 100 millones de libras.

## Historia
En 1662 Carlos II extendió un arrendamiento sobre el campo de Pall Mall a Henry Jermyn, Primer Conde de St Albans hasta 1720 y poco después el conde empezó a preparar la propiedad para su desarrollo. El conde solicitó al rey que ocupantes que esperaban atraer al nuevo distrito pudieran adquirir las casas instancia, y en 1665 el rey concedió la plena propiedad de los terrenos de la plaza de St. James y algunas de las partes adyacentes a los fideicomisarios del conde. La ubicación era conveniente para los palacios reales de Whitehall y St. James. Las casas de los lados norte, este y oeste fueron realizadas rápidamente, siendo cada uno de ellos construido de manera independiente.
En la década de 1720 vivían en la plaza siete duques y siete condes. Los lados, norte, este y oeste contenían unas de las casas más deseadas de Londres. A primera vista, estas no parecían  muy distintas de las demás casas de moda del West End, pero esto era engañoso. Las ventanas estaban más separadas que en el resto de las casas, los techos eran más altos, y una profunda planificación permitió a las casas tener una gran castidad de habitaciones. Algunas de las casas tienen interiores diseñados por los principales arquitectos de la época como Matthew Brettingham, Robert Adam y John Soane.
El lado sur de la plaza era mucho más modesto. Las parcelas sólo tenían 18 m de profundidad y una media de 6,7 m de ancho. Estas daban a Pall Mall y tenía los números de  esa calle (las modernas reconstrucciones, que son la mayoría de las oficinas, tienen salida tanto a la plaza como a la calle). Los residentes de estas casas no eran administradores de la plaza, e incluso no podían utilizar el jardín central.
En la década de 1830 las cosas empezaron a cambiar con la llegada de los clubes, y en 1844 el diario The Builder comentó que la plaza estaba empezando a perder importancia y que la moda era Belgravia. Para 1857 la plaza contenía un banco, una sociedad de seguros, la Biblioteca de Londres y tres clubes. Sin embargo algunas casas siguieron siendo ocupadas por la gente rica en el siglo XX.